# SECS/GEM
SECS/GEM은 장비와 호스트 간의 데이터 통신을 위한 반도체 업계의 장비 인터페이스 프로토콜이다. 서로 다른 제조업체(식각, 증착, 광택, 세정 등)가 만든 공정 장비와 공장 호스트 간의 통신을 용이하게 하는 메시징 표준이다. 자동화된 팹(fab)에서 인터페이스는 장비 처리를 시작 및 중지하고, 측정 데이터를 수집하고, 변수를 변경하고, 제품 레시피를 선택할 수 있다. SECS(SEMI 장비 통신 표준)/GEM(일반 장비 모델) 표준은 이 모든 작업을 정의된 방식으로 수행한다.
SEMI(Semiconductor Equipment and Materials International) 조직에서 개발한 이 표준은 일반적인 장비 동작 및 통신 기능 세트를 정의한다.
제조 장비의 통신 및 제어를 위한 일반 모델(GEM) 표준은 비영리 조직인 SEMI(Semiconductor Equipment and Materials International)에서 유지 관리하고 게시한다. 일반적으로 SECS/GEM 표준은 공장 소프트웨어가 제조 장비를 제어하고 모니터링할 수 있도록 메시지, 상태 머신 및 시나리오를 정의한다.
GEM 표준은 공식적으로 SEMI 표준 E30으로 지정되어 언급되지만 간단히 GEM 또는 SECS/GEM 표준이라고도 한다. GEM은 "...반도체 장치 제조업체의 제조 자동화 프로그램을 지원하는 기능과 유연성을 제공하는 공통 장비 동작 및 통신 기능 세트"를 정의함으로써 "장치 제조업체와 장비 공급업체 모두에게 경제적 이익을 제공"할 계획이다. [SEMI E30, 1.3]. GEM은 SECS-II 표준인 SEMI 표준 E5를 구현한 것이다. 반도체(프론트 엔드 및 백 엔드), 표면 실장 기술, 전자 조립, 광전지, 평면 패널 디스플레이 등 산업의 많은 장비 제조업체는 공장 호스트 소프트웨어가 모니터링을 위해 기계와 통신할 수 있도록 SECS/GEM 인터페이스를 제공한다. /또는 통제 목적. GEM 표준은 반도체 관련 기능이 거의 없이 작성되었기 때문에 모든 산업 분야의 거의 모든 자동화 제조 장비에 적용될 수 있다.
모든 GEM 준수 제조 장비는 일관된 인터페이스와 일정한 동작을 공유한다. GEM 장비는 TCP/IP(HSMS 표준, SEMI E37 사용) 또는 RS-232 기반 프로토콜(SECS-I 표준, SEMI E4 사용)을 사용하여 GEM 지원 호스트와 통신할 수 있다. 종종 두 프로토콜이 모두 지원된다. GEM에서 지정한 공통 SECS-II 메시지 세트를 사용하여 각 장비를 모니터링하고 제어할 수 있다.